# Эльбрусский район
Эльбру́сский райо́н — административно-территориальная единица и муниципальное образование (муниципальный район) в составе Кабардино-Балкарской Республики Российской Федерации.
Административный центр — город Тырныауз.

## География
Эльбрусский район расположен в юго-западной части Кабардино-Балкарии и граничит: на западе — с Зольским районом, на севере — с Баксанским районом, на востоке — с Чегемским районом КБР. На юге проходит граница с Грузией. Площадь территории района составляет 1850,4 км².
Рельеф территории района — горный. Основной земельный массив расположен в высокогорной зоне, непригодный для проживания людей. Через территорию района проходят параллельно друг другу проходят раззличные хребты и горные массивы. Также на территории района находится самая высокая точка в России — гора Эльбрус.

## История
Район первоначально был образован 28 января 1935 года согласно постановлению № 92 Президиума Кабардино-Балкарского облисполкома из Гунделенского, Лашкутинского, Былымского, Нижне-Баксанского, Верхне-Баксанского и Эльбрусского сельсоветов разукрупнённого Балкарского района.
20 апреля 1937 года из Верхне-Баксанского сельсовета был выделен Чалмасский сельсовет (п. Верхний Кылды, п. Нижний Кылды, п. Камыш, п. Тегерек-Тала, п. Верхний Чалмас, п. Нижний Чалмас, п. Средний Чалмас, п. Чалмас).
Указом Президиума Верховного Совета СССР от 08.04.1944 года, в связи с депортацией балкарского народа в Среднюю Азию, южная часть Эльбрусского района была передана в Верхне-Сванетский район Грузинской ССР.
В 1944 и 1947 годах из Баксанского района в Эльбрусский были переданы ряд населённых пунктов.
В 1957 году из Верхне-Сванетского района Грузинской ССР в восстановленную КБАССР были возвращены ранее изъятые у неё земли.
Постановлением Президиума Верховного Совета КБАССР от 20.12.1962 года Эльбрусский район был упразднён: его северная часть была передана в состав Баксанского района (сёла Бедык, Гунделен, Лашкута), а остальная территория преобразована в Тырныаузский городской Совет.
Указом Парламента КБР № 16 П-П от 5 мая 1994 года Эльбрусский район был восстановлен на территории, ранее подчинённой Тырныаузскому горсовету, а также из части Баксанского района: во вновь образованный Эльбрусский район были снова переданы сёла Бедык, Кёнделен и Лашкута.

## Население
| 2002    | 2010    | 2011    | 2012    | 2013    | 2014    | 2015    | 2016    | 2017    |
| ------- | ------- | ------- | ------- | ------- | ------- | ------- | ------- | ------- |
| 35 968  | ↗36 260 | ↘36 223 | ↘36 044 | ↘36 023 | ↘35 810 | ↗35 882 | ↗35 910 | ↗35 944 |
| 2018    | 2019    | 2020    | 2021    | 2023    | 2024    | 2025    |         |         |
| ↘35 888 | ↘35 839 | ↗35 927 | ↗39 198 | ↗39 241 | ↗39 453 | ↗39 589 |         |         |

### Урбанизация
Городское население (город Тырныауз) составляет 56.41 % от всего населения района.

### Национальный состав
По итогам переписи населения 2020 года проживали следующие национальности (национальности менее 1 % и другое, см. в сноске к строке «Другие»):
| Национальность | Численность, чел. | Доля     |
| -------------- | ----------------- | -------- |
| Балкарцы       | 28 797            | 73,47 %  |
| Русские        | 5151              | 13,14 %  |
| Кабардинцы     | 3458              | 8,82 %   |
| Другие         | 1792              | 4,57 %   |
| Итого          | 39 198            | 100,00 % |

Половозрастной состав
По данным Всероссийской переписи населения 2010 года:
| Возраст     | Мужчины, чел. | Женщины, чел. | Общая численность, чел. | Доля от всего населения, % |
| ----------- | ------------- | ------------- | ----------------------- | -------------------------- |
| 0 — 14 лет  | 3 525         | 3 407         | 6 932                   | 19,12 %                    |
| 15 — 59 лет | 11 339        | 13 310        | 24 649                  | 67,98 %                    |
| от 60 лет   | 1 818         | 2 861         | 4 679                   | 12,90 %                    |
| Всего       | 16 682        | 19 578        | 36 260                  | 100,0 %                    |

Мужчины — 16 682 чел. (46,0 %). Женщины — 19 578 чел. (54,0 %).
Средний возраст населения: 35,5 лет. Средний возраст мужчин: 34,0 лет. Средний возраст женщин: 36,9 лет.
Медианный возраст населения: 33,5 лет. Медианный возраст мужчин: 31,5 лет. Медианный возраст женщин: 35,6 лет.

## Муниципальное устройство
В Эльбрусский муниципальный район входят 7 муниципальных образований, в том числе  1 городское и 6 сельских поселений:
| №        | Муниципальное образование | Административный центр | Количество населённых пунктов | Население | Площадь, км² |
| -------- | ------------------------- | ---------------------- | ----------------------------- | --------- | ------------ |
| 1e-06    | Городское поселение       |                        |                               |           |              |
| 1        | Тырныауз                  | город Тырныауз         | 1                             | ↗22 334   | 61,80        |
| 1.000002 | Сельские поселения        |                        |                               |           |              |
| 2        | Бедык                     | село Бедык             | 1                             | ↗516      | 80,84        |
| 3        | Былым                     | село Былым             | 1                             | ↗2228     | 168,06       |
| 4        | Верхний Баксан            | село Верхний Баксан    | 1                             | →600      | 33,72        |
| 5        | Кёнделен                  | село Кёнделен          | 1                             | ↘6817     | 69,72        |
| 6        | Лашкута                   | село Лашкута           | 1                             | ↘856      | 47,72        |
| 7        | Эльбрус                   | село Эльбрус           | 5                             | ↗6229     | 36,92        |

## Населённые пункты
Распределение населения района
 г. Тырныауз (56,41 %) с. Кёнделен (17,25 %) с. Эльбрус (9,64 %) с. Былым (5,63 %) с. Терскол (3,35 %) Остальные (7,72 %)
В Эльбрусском районе 11 населённых пунктов, в том числе один город и 10 сельских населённых пунктов.
| №  | Населённый пункт | Тип   | Население | Муниципальное образование |
| -- | ---------------- | ----- | --------- | ------------------------- |
| 1  | Тырныауз         | город | ↗22 334   | Тырныауз                  |
| 2  | Байдаево         | село  | ↘52       | Эльбрус                   |
| 3  | Бедык            | село  | ↘511      | Бедык                     |
| 4  | Былым            | село  | ↘2228     | Былым                     |
| 5  | Верхний Баксан   | село  | ↗604      | Верхний Баксан            |
| 6  | Кёнделен         | село  | ↗6831     | Кёнделен                  |
| 7  | Лашкута          | село  | ↘852      | Лашкута                   |
| 8  | Нейтрино         | село  | ↗606      | Эльбрус                   |
| 9  | Тегенекли        | село  | ↗317      | Эльбрус                   |
| 10 | Терскол          | село  | ↗1327     | Эльбрус                   |
| 11 | Эльбрус          | село  | ↗3818     | Эльбрус                   |

## Органы местного самоуправления
Структуру органов местного самоуправления муниципального образования составляют:
1. Совет местного самоуправления Эльбрусского муниципального района — выборный представительный орган района;
2. Председатель совета местного самоуправления Эльбрусского муниципального района — высшее должностное лицо района;
3. Местная администрация Эльбрусского муниципального района — исполнительно-распорядительный орган района;
4. Глава местной администрации Эльбрусского муниципального района — глава исполнительной власти в районе.

Глава местной (районной) администрации
- Залиханов Каншаубий Хажи-Омарович (с 22 февраля 2017 года)

Председатель Совета местного самоуправления
- Отаров Исмаил Магомедович (с 15 февраля 2012 года)

Адрес администрации Эльбрусского муниципального района: город Тырныауз, пр-т. Эльбрусский, № 34.

## Экономика
По состоянию на 1 июля 2004 года на территории Эльбрусского района расположено 437 предприятий, организаций, учреждений и обществ. Сельскохозяйственное производство представлено в районе тремя предприятиями: МУП «Былым», племсовхоз «Эльбрусский» и ЗАО НП «Кёнделен».
На территории Эльбрусского района находится крупнейшее (Тырныаузское) вольфрамо-молибденовое месторождение, разрабатываемое с 1940 года и являвшееся в своё время градообразующим предприятием города Тырныауз. Месторождение включает более 50% российских запасов вольфрама и около 15% запасов молибдена. Основные добываемые элементы – это молибден и вольфрам, попутные – медь, золото, серебро, висмут. Кроме того, имеется меньшее по размерам Гиче-Тырныаузское месторождение.
В настоящее время оба месторождения не разрабатываются.

## Транспорт
Через район проходит региональная автотрасса «Прохладный — Баксан — Эльбрус» А-158. Общая протяжённость автомобильных дорог на территории района на 2016 год составляло — 852,8 км. Из них асфальтированы — 13%, с гравийным покрытием — 50%, другие — 37%.
Все населённые пункты района имеют налаженное рейсовое сообщение с районным центром — городом Тырныауз и Нальчиком.

## Археология
- Рядом с селом Бедык, на правом берегу р. Баксан, расположен грот Сосруко, где представлена многометровая толща отложений, включающая остатки многочисленных стоянок древнего человека (дат. от 17 до 9/10-11 тысяч лет назад). Каменные индустрии слоя 10 в гроте Сосруко, имеющие возраст 15-17 кал. тысяч лет назад, на сегодняшний день представляют самый ранний период заселения человеком современного вида территории Приэльбрусья после максимума последнего оледенения. Материалы слоев 8 и 7 позволяют оценить заселение территории Приэльбрусья в период 13-15 кал. тысяч лет назад. В этих слоях изучено несколько уровней активного обитания, которые представляют собой жилые горизонты, наполненные углем, охрой, изделиями из обсидиана и кремня [25].
- На территории села Бедык находится Навес у Алебастрового Завода, где изучены отложения от конца эпипалеолита, до неолита и средневековья [26]. Впервые в результате последних исследований здесь установлено не только наиболее раннее появление керамического неолита на Северном Кавказе, но также прослеживается изменение неолитической культуры на протяжении времени. Материалы слоя 6В и 6/7 свидетельствуют о наиболее раннем появлении керамического неолита, который датируется от 8,2 тысячи лет назад до 7,5−6,7 тысячи лет назад или 5,7–4,8 тыс. л. до н. э.на Северном Кавказе, а также дают возможность изучения  развития неолитической культуры этого региона на протяжении около 1000–1500 лет. Неолитические слои стоянки в навесе у Алебастрового завода обнаруживают аналогии в одновременных неолитических культурах как на Южном Кавказе, так и в северном направлении – на юге Русской равнины[27] .